# くらしの歴史
『くらしの歴史』（くらしのれきし）は、1956年4月26日から1960年7月18日までNHKテレビジョン → NHK総合テレビジョンで、1959年1月22日から1988年3月14日までNHK教育テレビジョンで放送されていた小学校6年生向けの学校放送（教科：社会科）である。

## 放送時間
いずれも日本標準時、別の時間帯での再放送あり。1959年1月22日から1960年7月18日まではNHK総合テレビジョンとNHK教育テレビジョンでの同時ネットが行われていた。

### 不定期番組時代
| 期間                           | 放送時間                                                                    |
| ------------------------------ | --------------------------------------------------------------------------- |
| 1956年4月26日 - 1956年12月13日 | 木曜日 11:30 - 11:50 『音楽教室』および『ぼくらの実験室』と一週交替で放送。 |
| 1957年1月21日 - 1957年9月12日  | 月曜日 13:00 - 13:23 『音楽教室』と一週交替で放送。                         |

### レギュラー番組時代
| 期間                           | 放送時間                                                         |
| ------------------------------ | ---------------------------------------------------------------- |
| 1957年9月12日 - 1958年3月13日  | 木曜日 11:30 - 11:50                                             |
| 1958年4月17日 - 1960年3月17日  | 木曜日 11:35 - 11:55                                             |
| 1960年4月4日 - 1964年3月16日   | 月曜日 11:35 - 11:55                                             |
| 1964年4月7日 - 1965年3月16日   | 火曜日 11:40 - 11:59                                             |
| 1965年4月13日 - 1979年12月18日 | 火曜日 11:40 - 12:00 1980年1月からは一時放送を中断。             |
| 1980年4月14日 - 1981年12月21日 | 月曜日 11:45 - 12:00 放送を再開。1982年1月からは再度放送を中断。 |
| 1982年4月5日 - 1982年12月20日  | 月曜日 11:45 - 12:00 放送を再開。1983年1月からは再度放送を中断。 |
| 1983年4月11日 - 1983年12月26日 | 月曜日 11:45 - 12:00 放送を再開。1984年1月からは再度放送を中断。 |
| 1984年4月9日 - 1988年3月14日   | 月曜日 11:45 - 12:00 放送を再開。                                |

小学校6年生の社会科授業は、1・2学期に歴史的分野を学習し、3学期に公民的分野（主に日本国憲法・政治・国際関係）の基礎を学習する。それに合わせ、1980年代の「くらしの歴史」は2学期で完結し、3学期は国際関係に特化した「世界のなかの日本」を放送していた。2つの番組で1年間のサイクルを形成していたことになる。1985年度以降は別番組に分けず、「世界のなかの日本」を廃止し、公民的分野も「くらしの歴史」終了まで包含して放送された。

## キャスト

### 出演者
- 関忠夫（1956年度 - 1963年度）
- 花上晃（1959年度）
- 中村るみ子（1959年度）
- 林睦朗（1964年度 - 1985年度）

### ナレーター
- 白坂道子（1970年度 - 1985年度）